# Petru Verussi
Petru Verussi (n. 17 iunie 1847, Mărunțișu, în prezent în județul Dâmbovița - 29 ianuarie 1886, București) a fost un pictor și publicist român, profesor la Școala de arte frumoase din Iași, membru al Societății Junimea și deputat liberal (1885-1886).

## Biografie

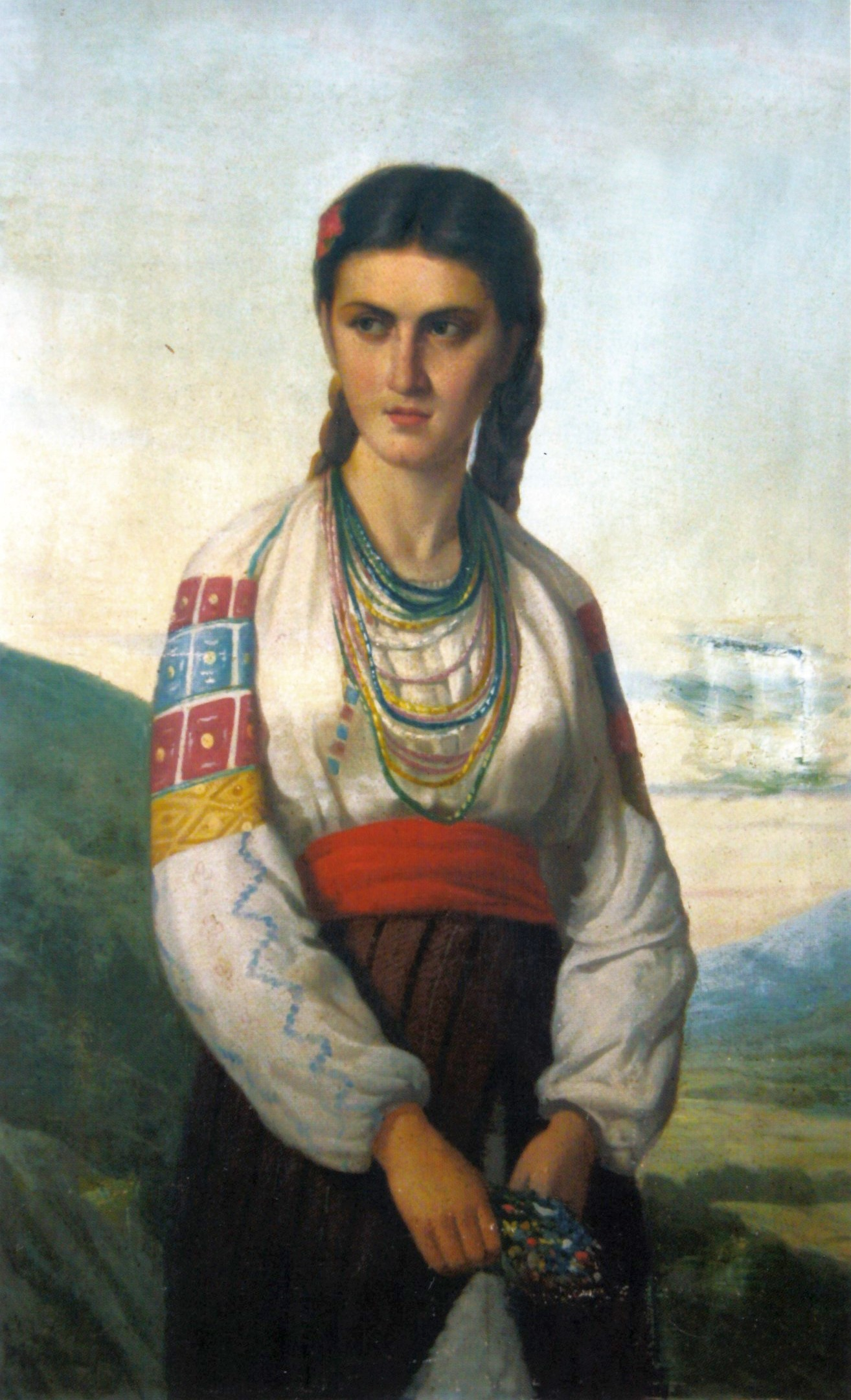
Petru Verussi - Țărancă, ulei pe pânză, Muzeul Național de Artă al României, București

Petru Verussi s-a născut la 17 iunie 1847 într-o familie de origine aromână. A urmat cursurile Școlii de arte frumoase din București, apoi a studiat, ca bursier al statului, la Academia de Belle-Arte din Paris. După întoarcerea în țară, a fost profesor de desen la Școala fiilor de militari și la Liceul Național din Iași. A fost numit profesor de estetică și de istoria artelor la Școala de arte frumoase din Iași, din juriu făcând parte Titu Maiorescu, N. Ionescu și Gheorghe Panaiteanu-Bardasare.
Petru Verussi a fost membru al Junimii din anul 1870. Nicolae Gane, junimist și el, îl caracteriza astfel:
„De o sănătate șubredă, potricălit de reumatisme, sprijinit pe niște picioare subțiri și șovăitoare, care abiè îi purtau greutatea trupului, el totuși parcă sfida propriile lui infirmități făcînd din noapte zi și din zi noapte. Era un fel de stîlp de cafenele încunjurat de tot ce-i pierde-vară în oraș și ținea recordul între fumători, băutori și povestitori de anecdote. Cu pălăria pe ceafă, într-o atmosferă s-o tai cu cuțitul, cu halba de bere dinainte, el era nota veselă în cercul lui de haimanale; vorbea tare, gesticula larg, răpunea din gură toate femeile și regula și politica țării. Om simpatic, dealtfel, cu o spoială de cultură generală și cu un dar de vorbă bun pentru a încălzi mahalalele, el izbuti pe timpul cînd răposatul Dimitrie Pruncu era prefect de Iași să se aleagă deputat în Colegiul al IV acum desființat.(…)”— Nicolae Gane, Din „Junimea” 
A fost ales membru al Comitetului teatral al Teatrului Național din Iași în 1870, fiind activ până moartea sa (1886); succesorul său a fost Andrei Vizanti.
Petru Verussi a fost ales, în 1885, deputat liberal de Iași; a condus la București ziarul Liberalul. A murit subit, la 29 ianuarie 1886, în timpul unei ședințe parlamentare, interpelându-l pe ministrul instrucțiunii și cultelor, Dimitrie Sturdza. După Nicolae Gane însă, a murit din cauza ruperii unui anevrism la două zile după memorabila ședință.

## Opera
Petru Verrusi împreună cu Gheorghe Ioanide au fost cei mai importanți elevi ai lui Gheorghe Tattarescu. La fel ca Petre Alexandrescu, cei doi nu au fost niște personalități artistice capabile să contracareze academismul, care reprezenta în acele vremuri principala tendință în arta oficială din România. Ion Frunzetti a fost de părere că Ioanide și Verussi au lucrat amândoi în atelierul particular al lui Tattarescu înainte de deschiderea Școlii Naționale de Arte Frumoase din București. Tot Frunzetti a apreciat că Verussi ar fi fost trimis să-și facă studiile la Paris. Acolo, artistul român ar fi lucrat în atelierul lui Sébastien Cornu, care fusese elevul lui Fleury Richard la Școala de arte frumoase din Lyon. De la Cornu, a precizat Frunzetti, pictorul ar fi deprins o oarecare virtuozitate, superficială dar și măruntă. Conform istoricului de artă, Verussi ar fi avut o aplecare spre sentimentalism și ca urmare, rezultatul lucrărilor sale au mers pe drumul portretelor în stilul lui Constantin Lecca și Mișu Popp. A realizat și pictură de gen așa cum este cea intitulată Muzicanții de stradă care a fost expusă în 1927-1928 la Expoziția retrospectivă de la Ateneul Român. Astfel de tematici aborda în aceeași perioadă și Mihály Munkácsy la Paris unde a repurtat succese zgomotoase.

### Pictură
Faptul că Verussi a fost atras de scenele de gen de tipul sentimentalismului romantic, având conotații realiste împrumutate de la Munkácsy, induce opinia că artistul a diseminat antagonismul dintre dogmele academismului oficial și arta realistă pe care a întâlnit-o. Desigur că rezolvarea acestei dispute interioare s-ar fi decis dacă parcusul artistic al pictorului ar fi urmat un alt drum. Pictorului i s-au comandat portrete cu predilecție, astfel încât, el a făcut concesii conforme gustului acelei epoci în care a trăit.
Petru Verussi este considerat un pictor minor; printre puținele picturi realizate de Verussi și care au fost păstrate se numără tablourile Portretul lui Napoleon al III-lea, copie executată după tabloul lui Hippolyte Flandrin  în 1868, pe când se afla la studii la Paris, în prezent expus la Muzeul de Artă din Timișoara, și Țărancă, ulei pe pânză aflat în colecțiile Muzeului Național de Artă al României din București. Verussi a executat și pictura murală interioară a Bisericii „Sfântul Gheorghe” - Eternitate din Iași.

### Scrieri
- P. Verussi, „Despre arta națională”, Analele Arhitecturei, 1891, n. 7, p. 144-152

## Legături externe
- Pagina Petru Verussi pe situl Crispedia.ro. Pagină accesată la 11 mai 2044.